# The Sea Hawk (1924)
The Sea Hawk is een Amerikaanse avonturenfilm uit 1924 onder regie van Frank Lloyd. Het scenario is gebaseerd op de gelijknamige roman uit 1915 van de Italiaans-Britse auteur Rafael Sabatini. Destijds werd de film in Nederland uitgebracht onder de titel De zeehavik.

## Verhaal
De Engelse edelman Oliver Tressilian wordt door zijn halfbroer Lionel beschuldigd van de moord op Peter Godolphin, de broer van zijn verloofde Rosamund. Op zee wordt hij gevangengenomen door Spanjaarden en tot galeislaaf gemaakt. Hij weet te ontsnappen naar de Moren en neemt daar een nieuwe identiteit aan. Wanneer hij erachter komt dat zijn verloofde en zijn halfbroer op het punt staan om te trouwen, schaakt hij hen beiden.

## Rolverdeling
| Acteur              | Personage           |
| ------------------- | ------------------- |
| Milton Sills        | Oliver Tressilian   |
| Enid Bennett        | Rosamund Godolphin  |
| Lloyd Hughes        | Lionel Tressilian   |
| Wallace Beery       | Jasper Leigh        |
| Marc McDermott      | John Killigrew      |
| Wallace MacDonald   | Peter Godolphin     |
| Bert Woodruff       | Nick                |
| Claire Du Brey      | Siren               |
| Lionel Belmore      | Anthony Baine       |
| Christina Montt     | Spaanse infante     |
| Albert Prisco       | Yusuf-Ben-Moktar    |
| Frank Currier       | Asad-ed-Din         |
| William Collier jr. | Marsak              |
| Medea Radzina       | Fenzileh            |
| Fred DeSilva        | Ali                 |
| Kathleen Key        | Andalusische slavin |
| Hector V. Sarno     | Tsmanni             |
| Robert Bolder       | Ayoub               |
| Fred Spencer        | Bootsman            |
| S.E. Jennings       | Gardekapitein       |